# Nmap
Nmap(network mapper)은 원래 고든 라이온(Gordon Lyon)이 작성한 보안 스캐너이다. 이것은 컴퓨터와 서비스를 찾을 때 쓰이며, 네트워크 "지도"를 함께 만든다. 다른 간단한 포트 스캐너들처럼, Nmap은 서비스 탐지 프로토콜로 자신을 광고하지 않는 수동적인 서비스들도 찾아낼 수 있다. 게다가 Nmap은 원격 컴퓨터들의 자세한 정보를 알아낼 수 있다. 이 상세 정보에는 운영 체제, 장치 종류, 운영 시간, 서비스에 쓰이는 소프트웨어 제품, 그 제품의 정확한 버전, 방화벽 기술의 존재와 심지어 근거리 네트워크에서 네트워크 카드의 공급자도 포함한다.
Nmap은 리눅스 , 윈도우, 솔라리스와 맥 OS X를 포함한 BSD, AmigaOS에서 실행된다. 리눅스가 가장 자주 사용하는 nmap 플랫폼이며 윈도우가 그 두 번째이다.

## 기능
- 호스트 탐지 - 네트워크상의 컴퓨터들을 확인한다. 예를 들어 ping 응답이나 특정 포트가 열린 컴퓨터들을 나열한다.
- 포트 스캔 - 하나 혹은 그 이상의 대상 컴퓨터들에 열린 포트들을 나열한다.
- 버전 탐지 - 응용 프로그램의 이름과 버전 번호를 확인하기 위해 원격 컴퓨터의 네트워크 서비스에 주의를 기울인다.[6]
- 운영 체제 탐지 - 원격으로 운영 체제와 네트워크 장치의 하드웨어 특성을 확인한다.

## 그래픽 인터페이스
그래픽 인터페이스는 NmapFE, Zach Smith가 작성하였으며, Nmap 2.2부터 4.22까지 공식 GUI였다. Nmap 4.5(원래는 4.22SOC 개발시리즈)부터 NmapFE는 Adriano Monteiro Marques가 개발한 UMIT를 기반으로 둔 새로운 GUI Zenmap으로 대체되었다.
웹 브라우저에서 Nmap을 제어할 수 있는 다양한 웹 기반의 인터페이스 역시 사용 가능하다. LOCALSCAN, nmap-web, Nmap-CGI 등이 있다.
윈도우 기반의 GUI도 존재한다. NMapWin은 2003년 6월에 공개되었으나 v1.40부터 업데이트 되지 않고 않으며, Syhunt가 작성한 NmapW도 있다.

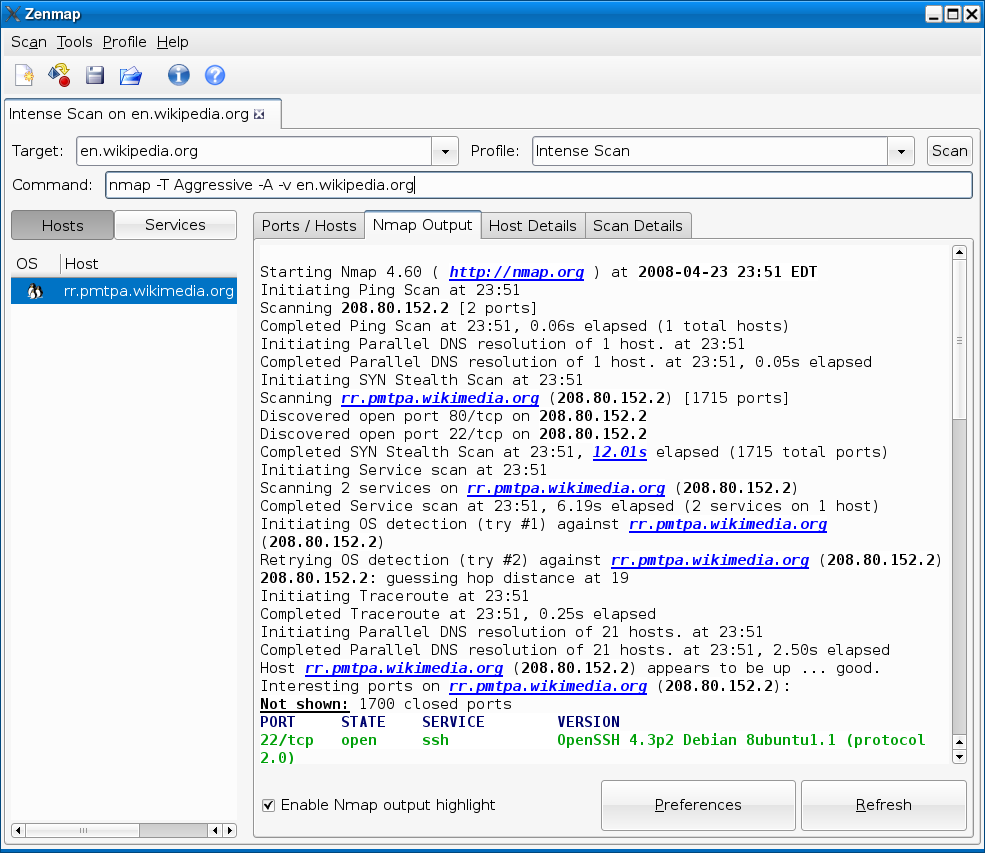
Zenmap, 위키백과에 대한 포트 스캔 결과를 보여주고 있다.
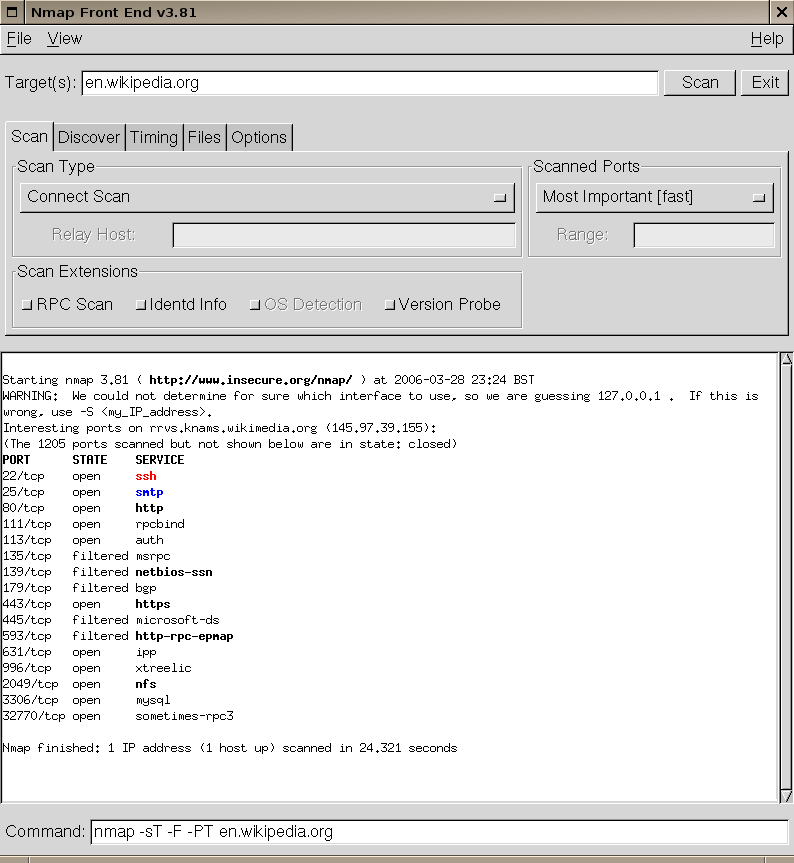
NmapFE, 위키백과에 대한 포트 스캔 결과를 보여주고 있다.
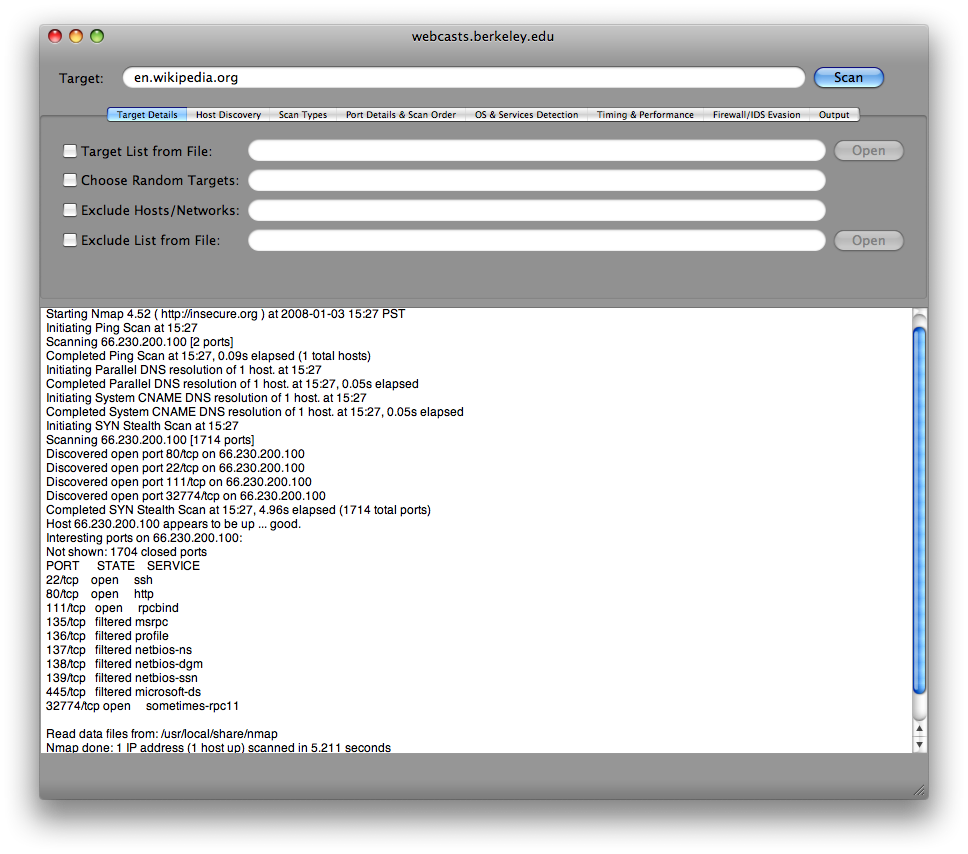
XNmap, Mac OS X GUI.

## Nmap에서 사용하는 모듈과 라이브러리
Nmap에서 선호되는 출력 포맷은 XML이다. 사용자 스크립트에 의해 분석하고, 곧바로 정보를 제공하는 편리한 인터프리트 언어이기 때문이다.

## 역사
Nmap은 1997년 9월에 Phrack지의 기사로 처음 출시되었다. 어떤 서비스가 동작하고 있는지 결정할 수 있는 더 좋은 알고리즘을 포함한 추가 개발을 할 수 있도록 소스 코드도 함께 공개되었다. 코드는 C에서 C++로 다시 쓰여졌다. 추가적인 스캔 타입과 프로토콜(예: IPv6) 지원하는 Nmap이 4.0 버전이 2006년 1월에 출시되었으며, 4.5버전이 2007년 12월에 나왔다. 각 공개판의 변경 사항들은에 기록되어 있다.

## 논란
대부분의 컴퓨터 보안 도구가 그렇듯이, Nmap 역시 크래커의 해킹에 사용되거나, 컴퓨터 시스템에 허가 받지 않은 접근 시도를 할 수 있다. 보통은 운영 중인 서버의 열린 포트를 찾는 데 사용되며, 해당 정보를 이용하여 다른 공격 프로그램을 사용하게 된다.
시스템 관리자는 종종 자신의 네트워크에 허가받지 않은 서버나 가장 낮은 보안 레벨을 가진 컴퓨터가 있는지 찾는 데 사용한다.
Nmap은 가끔 Nessus와 같은 취약점 평가 프로그램으로 오인받는다. 이러한 프로그램들은 대상의 취약한 열린 포트들을 테스트한다.
특정 사법권 내에서는 허가 받지 않은 포트 스캐닝이 불법으로 간주되기도 한다.

## 같이 보기
- Aircrack-ng
- 백트랙 (운영 체제)
- 칼리 리눅스
- 네서스 (소프트웨어)
- Netcat
- 와이어샤크